# عاشقانه همسرم
عاشقانهٔ همسرم (فرانسوی: Le Roman de ma femme‎) فیلمی فرانسوی در ژانر درام است که در سال ۲۰۱۱ منتشر شد. از بازیگران آن می‌توان به سنیا راپوپورت، لئا سیدو و الیویه گورمه اشاره کرد.